# Wolfgang Buss
Wolfgang Buss (* 18. Oktober 1944 in Arnswalde/Pommern) ist ein deutscher Sporthistoriker und Professor an der Universität Göttingen.

## Leben
Buss studierte an der Georg-August-Universität Göttingen Sport, Politik und Geschichte. Nach dem 1. und 2. Staatsexamen promovierte er 1975 bei Wilhelm Henze in Sportwissenschaft, wurde Akademischer (Ober)Rat am Institut für Sportwissenschaften in der Abteilung von Arnd Krüger und habilitierte sich schließlich in Sportwissenschaft mit den Schwerpunkten Sportgeschichte und Sportpolitik über die Frühgeschichte des Sports der SBZ und der DDR. Im Jahr 2011 wurde er in Göttingen zum außerplanmäßigen Professor ernannt.
Sein Arbeitsschwerpunkt ist die neuere deutsche Sportgeschichte des 20. Jahrhunderts. Er war Mitorganisator des Europäischen Kongresses für Sportgeschichte in Göttingen und ist Fellow des European Committee for Sports History. Dem langjährigen Vorsitzenden des Kreissportbundes Göttingen und heutigem Ehrenmitglied der Sektion Südniedersachsen der Deutschen Olympischen Gesellschaft. wurde 2016 das Bundesverdienstkreuz verliehen. 2024 wurde er in die Ehrengalerie des Niedersächsischen Sports aufgenommen.

## Schriften (Auswahl)
- Hrsg. mit Sven Güldenpfennig: Politik im Sport. Dokumentation des Symposiums „Sportpolitik als Wissenschaftliche Entwicklungsregion“ am 18./19 Juni 2009 in Göttingen. Arete, Hildesheim 2010.
- mit Sven Güldenpfennig und Arnd Krüger: Zur Neubegründung der Olympischen Idee. Denkanstöße (= Beiträge und Quellen zu Sport und Gesellschaft, Bd. 13). Stumm, Wiesbaden 2006, ISBN 3-9808392-2-2.
- Hrsg. mit Arnd Krüger: Transformationen und Veränderungen in der Sportgeschichte. 2 Bände. Niedersächsisches Institut für Sportgeschichte, Hoya 2002.
- mit Franz Nitsch: Am Anfang war nicht Carl Diem - die Gründungsphase der Sporthochschule Köln 1945 - 1947. Mecke, Duderstadt 1986, ISBN 3-923453-22-1.
- Die Entwicklung des deutschen Hochschulsports vom Beginn der Weimarer Republik bis zum Ende des NS-Staates – Umbruch und Neuanfang oder Kontinuität. Dissertation, Universität Göttingen, Göttingen 1975.